# Clement Micarelli
Pour les articles homonymes, voir Clement et Micarelli.
Clement Micarelli, né le 29 juin 1929 à Providence dans l’État du Rhode Island aux États-Unis et décédé le 28 août 2008, est un peintre et illustrateur américain de pulp magazine.

## Biographie
Il a enseigné à la Rhode Island School of Design (RISD).